# Claroline
Claroline és una sistema de gestió de l'aprenentatge (o LMS, de l'anglès Learning Management System) i Programari col·laboratiu de codi obert (GPL). Permet a centenars d'institucions de tot el món (universitats, col·legis, associacions, empreses...) crear i administrar cursos i espais de col·laboració en línia.

## Una plataforma de codi obert
Claroline està present en més de 100 països i traduït a més de 35 idiomes. La gestió de l'espai és simple i intuïtiva i no requereix habilitats especials.
Claroline és compatible amb els sistemes operatius GNU/Linux, Mac US i Microsoft Windows. Està fet completament en PHP i utilitza una base de dades MySQL.

## Eines
Claroline treballa en el concepte associat a un curs o espai de treball educatiu. A cada espai de treball, el professor té una sèrie d'eines para:
- Escriure una descripció del curs
- Publicar documents en qualsevol format (text, PDF, HTML, vídeo, etc.)
- Administrar fòrums públics o privats
- Desenvolupar itineraris d'aprenentatge (compatible amb SCORM)
- Crear grups de participants
- Exercicis Compositor (compatible amb IMS / QTI estàndard 2)
- Estructurar una agenda amb tasques i dates límit
- Publicar anuncis (també per correu electrònic)
- Proposar treball per fer en línia
- Veure les estadístiques dels exercicis d'assistència i terminació
- Utilitzar un wiki per escriure documents en col·laboració

## Desenvolupament
Claroline es basa en els principis de fortaleses extretes de la literatura sobre el valor afegit de la tecnologia per a la formació d'aprenentatge. Des de l'any 2000, els equips de desenvolupament de Claroline tenen com a major preocupació l'estabilitat del codi i el desenvolupament de les funcions d'acord amb les necessitats de l'usuari. A més, Claroline és recolzat per una comunitat mundial d'usuaris i programadors que contribueixen en gran manera al seu desenvolupament i difusió.

## Conferència Anual d'Usuaris Claroline (ACCU)
Per promoure l'ús de Claroline, i fomentar la relació entre els seus col·laboradors, cada any, la comunitat Claroline es reuneix en la Conferència Anual d'Usuaris Claroline (ACCU). El ACCU és una oportunitat única per conèixer usuaris i desenvolupadors de molts països, per compartir les experiències i assoliments.
El primer ACCU es va celebrar el 22 i 23 de maig de 2006 en Louvain-la-Neuve (Bèlgica), també s'ha celebrat en altres ciutats com Vigo (Espanya), Lió (França) i Saïdia (el Marroc).

## La UNESCO honora a Claroline
El projecte Claroline va rebre el Premi de la UNESCO - Rei Hamad Bin Isa Al-Khalifa en 2007 per l'ús de les tecnologies de la informació i la comunicació a l'educació. El projecte va ser seleccionat entre 68 projectes de 51 països.

## Claroline Connect
A més de les novetats relacionades amb el manteniment i l'evolució de l'actual versió de la plataforma, els equips de desenvolupament estan treballant en una nova versió de Claroline.
Mentre que es manté fidel als principis de simplicitat, flexibilitat i estabilitat que caracteritzen a Claroline, aquesta versió, coneguda com a codi Claroline Connect, ofereix moltes característiques noves, mantenint algunes pautes generals:
- Orientació a l'usuari
- Perfils de personalització
- Independent dels recursos d'aprenentatge
- Modularitat i obertura a l'entorn dels canvis a la web
- Generalitat i la varietat d'eines d'aprenentatge i treball col·laboratiu
- Llibertat de configuració

## Associats
Iniciat l'any 2000 per la Universitat de Lovaina (UCLouvain), basat en l'experiència pedagògica dels docents i d'acord amb les seves necessitats, Claroline ara compta amb el suport de la Regió Valona per al seu desenvolupament a través del programa WIST.
En aquest context, combina tres associats belgues:
- El CERDECAM: Recerca i desenvolupament de la ECAM, Brussel·les[3]
- El LENTIC: Els estudis de laboratori sobre les noves tecnologies, la innovació i el canvi de la Universitat de Lieja, Lieja[4]
- El IPM: Institut de Pedagogia multimèdia UCLouvain, Louvain-la-Neuve[5]

## Consorci Claroline
El Consorci Claroline va néixer el 23 de maig de 2007, en la Segona Conferència Anual d'Usuaris de Claroline celebrada a la Universitat de Vigo, Espanya.
Els principals objectius d'aquesta associació internacional sense ànim de lucre són, unir la comunitat Claroline, coordinar el desenvolupament de la plataforma i promoure el seu ús.
Les 5 institucions fundadores del consorci són:
- La Universitat Catòlica de Lovaina, Bèlgica
- La Haute École Léonard de Vinci, Bèlgica
- La Universitat de Vigo, Espanya
- La Université du Québec à Rimouski, Canada
- La Universitat Catòlica del Nord, Xile